# Achillesaurus manazzonei
Achillesaurus manazzonei ("lagarto del tendón de Aquiles de Rafael Manazzone") es la única especie conocida del género extinto Achillesaurus de dinosaurio terópodo alvarezáurido, que vivió a finales del período Cretácico, hace aproximadamente 85 millones de años, durante el Santoniense, en lo que hoy es Sudamérica.

## Descripción
Achillesaurus medía aproximadamente 2,7 metros de largo y 1,5 de alto, exhibiendo un peso estimado de 50 y 30 kg. Sólo se ha descubierto un espécimen, el holotipo, MACN-PV-RN 1116, el cual consta de vértebras sacras, cuatro vértebras caudales, un fémur, una tibia y un isquion izquierdos. Esto permite diferenciarlo de otros ejemplares basales de su familia.

## Descubrimiento
Los restos fósiles de Achillesaurus fueron descubiertos en la Formación Bajo de la Carpa, en la provincia de Río Negro, Argentina, siendo contemporáneo de Alvarezsaurus. El nombre del género proviene del héroe del poema épico La Ilíada de Homero, Aquiles y la especie en honor al Doctor Rafael Manazzone.

## Clasificación
Achillesaurus fue incluido, junto con Alvarezsaurus y Patagonykus, dentro de la familia Alvarezsauridae, siendo todos miembros basales. Esto demuestra una radiación temprana de los alvarezsáuridos en Sudamérica. A su vez se aleja de los géneros más derivados, tales como Mononykus y Shuvuuia.